# Offer Eshed
Offer Eshed (in ebraico עופר אשד‎?; Holon, 24 novembre 1942 – 23 giugno 2007) è stato un cestista e allenatore di pallacanestro israeliano.

## Carriera
Con Israele ha partecipato a cinque edizioni dei Campionati europei (1961, 1963, 1965, 1967, 1969).